# Puerto Rico Open 1993
Il Puerto Rico Open 1993 è stato un torneo di tennis giocato sul cemento. È stata l'11ª edizione del torneo, che fa parte della categoria Tier IV nell'ambito del WTA Tour 1993. Si è giocato a San Juan, in Porto Rico, dal 26 luglio al 1º agosto 1993.

## Campionesse

### Singolare
Linda Harvey-Wild ha battuto in finale  Ann Grossman con il punteggio di 6–3, 5–7, 6–3

### Doppio
Debbie Graham /  Ann Grossman hanno battuto in finale  Gigi Fernández /  Rennae Stubbs con il punteggio di 5–7, 7–5, 7–5